# Eugenia brownei
Eugenia brownei là một loài thực vật thuộc họ Myrtaceae. Đây là loài đặc hữu của Jamaica.